# Microsoft Train Simulator
Microsoft Train Simulator (sub formă prescurtată: MSTS) este un simulator feroviar lansat pe 31 mai 2001 de către Microsoft Games (astăzi Xbox Game Studios) și dezvoltat de către Kuju Entertainment, fiind lansat la scurt timp înaintea sistemului de operare Windows XP.
Fiind un derivat al seriei de succes Microsoft Flight Simulator, jocul a fost lăudat ca fiind foarte inovator și realistic la lansare, comparat cu alte simulatoare feroviare ale vremii, care în mare parte ofereau partea de management a unei căi ferate, nu condusul trenurilor.